# ThyssenKrupp Marine Systems

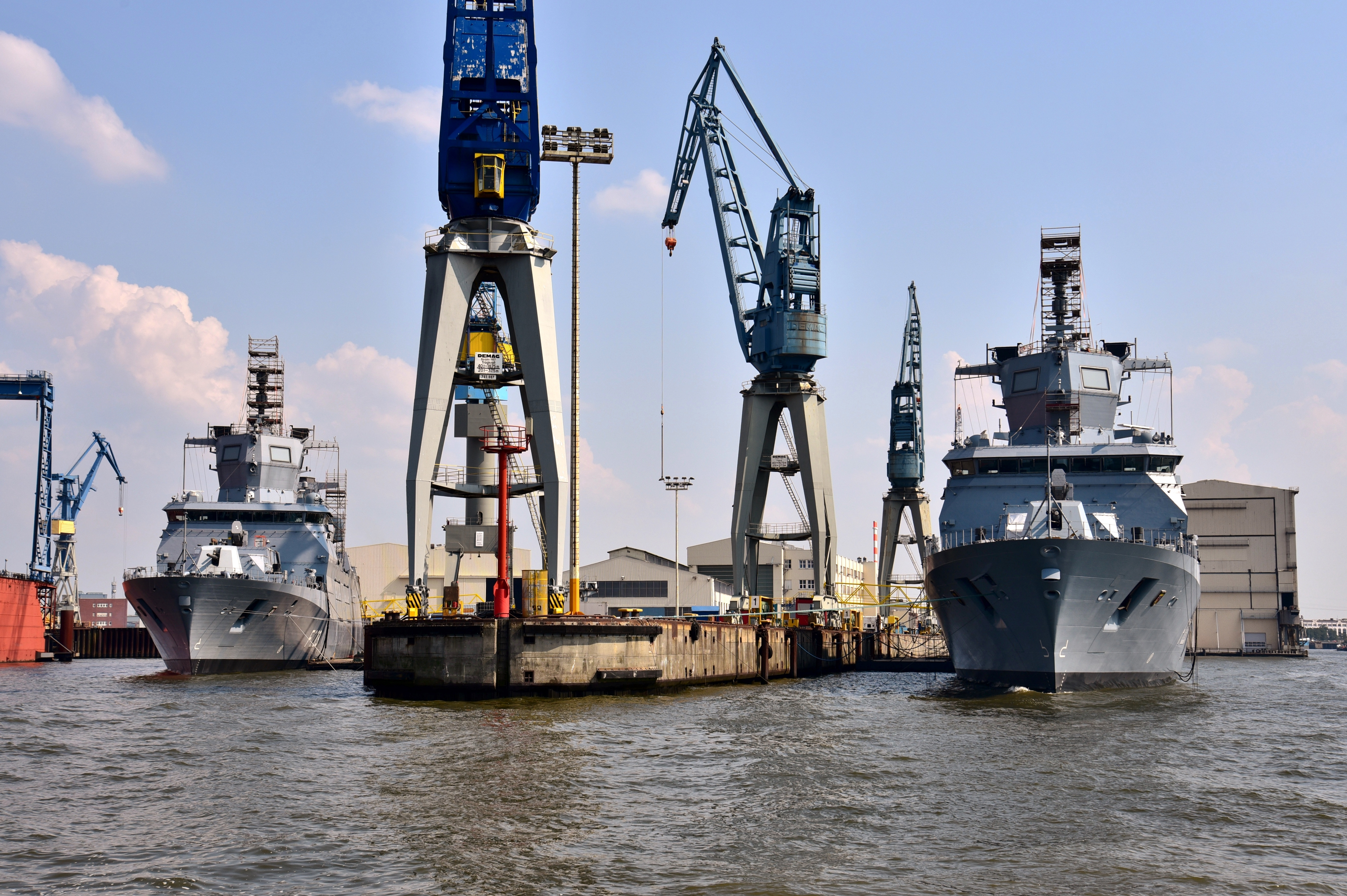
Twee Duitse fregatten bij Blohm + Voss.

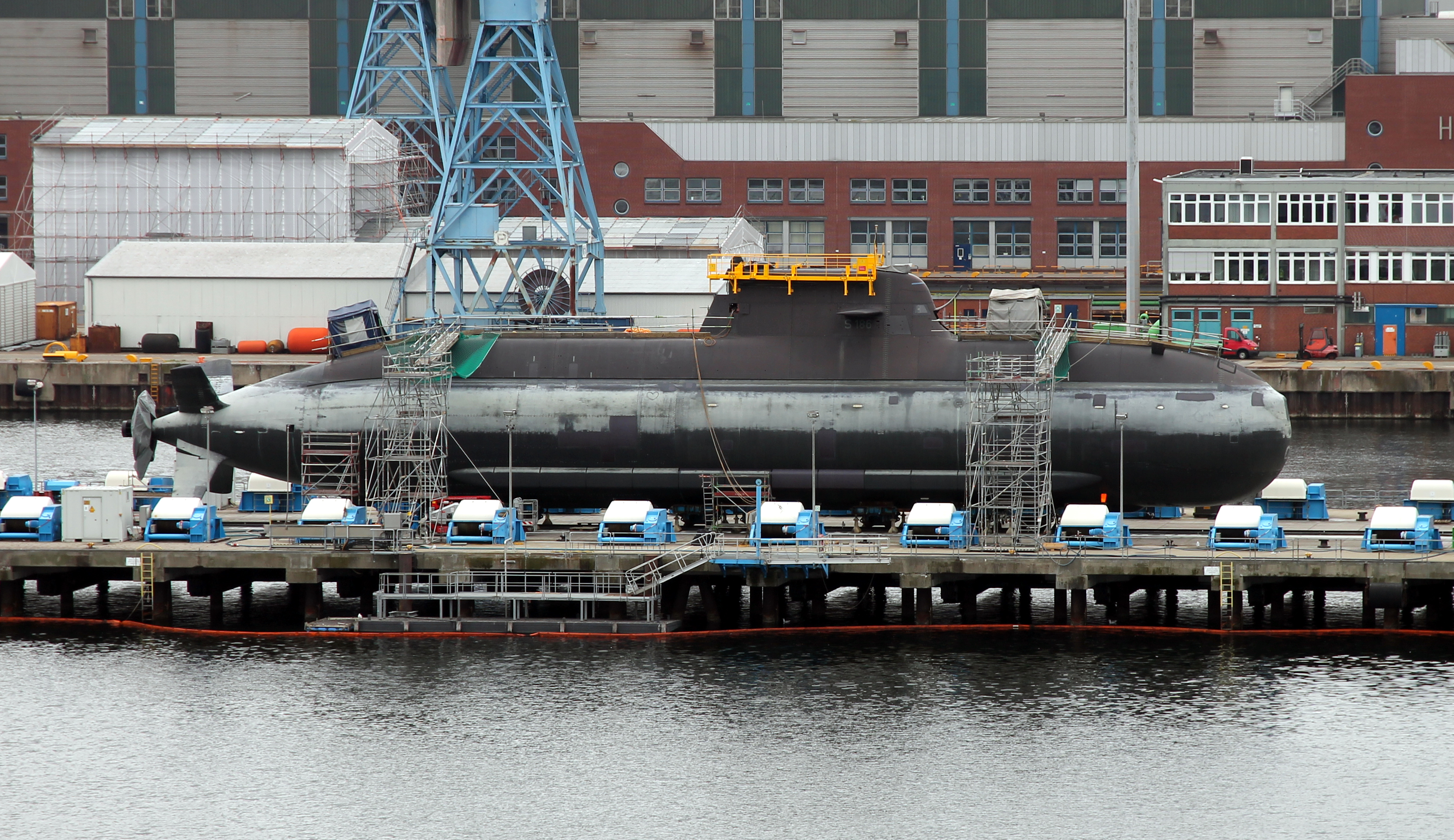
Onderzeeboot bij de werf in Kiel.

ThyssenKrupp Marine Systems (TKMS) is onderdeel van het Duitse bedrijf ThyssenKrupp. TKMS heeft belangen in diverse scheepswerven die vooral marineschepen bouwen. Het bedrijf werd opgericht als zelfstandige eenheid binnen ThyssenKrupp na de overname van de Howaldtswerke-Deutsche Werft in januari 2005.

## Activiteiten
TKMS is een belangrijke fabrikant van marineschepen, het maakt oppervlakteschepen en is tevens een van de grootste fabrikanten van onderzeeboten. Het heeft werven in de Duitse havensteden Hamburg, Emden en Kiel. Kiel is het centrum voor de bouw van onderzeeboten. Het bedrijf heeft vier bedrijfsonderdelen: onderzeeboten, oppervlakteschepen, elektronische systemen en diensten. Bij het bedrijf werkten in het gebroken boekjaar 2022/23 zo'n 7800 mensen. Per 30 september 2023 had het bedrijf voor 12,6 miljard euro aan opdrachten in het orderboek staan.

### Resultaten
Het bedrijf behoorde tot oktober 2018 tot het bedrijfsonderdeel Industrial Solutions van ThyssenKrupp en de resultaten van TKMS werden daarin geconsolideerd. Vanaf 1 oktober 2018 is het weer een zelfstandig onderdeel en worden de resultaten weer separaat getoond in het jaarverslag van het moederbedrijf.
| Jaar    | Orders        | Omzet         | Adj. EBIT     | Werknemers |
| Jaar    | (× € miljoen) | (× € miljoen) | (× € miljoen) | Werknemers |
| ------- | ------------- | ------------- | ------------- | ---------- |
| 2019/20 | 2235          | 1760          | 20            | 6335       |
| 2020/21 | 6662          | 2022          | 26            | 6534       |
| 2021/22 | 4232          | 1831          | 32            | 6943       |
| 2022/23 | 959           | 1839          | 80            | 7745       |
| 2023/24 | 1459          | 2118          | 125           | 8041       |

## Geschiedenis
In 2004 werd overeengekomen dat ThyssenKrupp Werften en Howaldtswerke-Deutsche Werft gaan fuseren. De nieuwe groep gaat verder onder de naam ThyssenKrupp Marine Systems (TKMS). One Equity Partners, de eigenaar van HDW, krijgt een belang van 25% in de nieuwe onderneming. Op het moment van samenvoegen hadden de werven een gezamenlijke omzet van circa € 2,2 miljard en telde het 9300 werknemers. Begin 2009 nam ThyssenKrupp de aandelen over van One Equity Partners en werd daarmee de enige aandeelhouder in TKMS.
In 2005 zette BAE Systems het bedrijfsonderdeel Atlas Elektronik te koop. Er waren diverse partijen geïnteresseerd maar TKMS, in samenwerking met EADS, deden het beste bod van zo'n € 145 miljoen. TKMS kreeg 51% van Atlas in handen en de overige 49% kwam bij de partner. Begin 2017 verkocht Airbus Defence and Space het belang aan TKMS. Op 3 april werd de integratie van Atlas Elektronik in TKMS afgerond.
In februari 2012 werd een strategische heroriëntatie afgesloten. De laatste civiele scheepsbouwactiviteiten zijn in de maand afgestoten. De werven van TKMS bouwen alleen nog marineschepen, zoals fregatten, korvetten en onderzeeboten. Verder levert het bedrijf technische ondersteuning om deze schepen in de vaart te houden.
TKMS heeft belangen in de volgende scheepswerven in Duitsland:
- Howaldtswerke-Deutsche Werft in Kiel,
- Blohm + Voss in Hamburg en Emden.

Verder heeft het een aandelenbelang van 25% in Hellenic Shipyards Co. in Skaramangas, Griekenland.
In april 2014 werd bekend dat ThyssenKrupp gesprekken voert met de Zweedse fabrikant van vliegtuigen en militaire systemen Saab voor een verkoop van zijn Zweedse scheepswerven Swedish Shipyard ThyssenKrupp Marine Systems (Kockums). De historie van Kockums gaat terug tot 1679, het werd toen opgericht als scheepswerf voor de Zweedse marine. De drie werven van Kockums leveren voornamelijk onderzeeboten en tellen circa 900 medewerkers. In 2013 behaalden ze een omzet van circa US$ 250 miljoen. In juli 2014 werd de transactie afgerond, Saab betaalde SEK 340 miljoen.
In juli 2021 werd de vierde en laatste onderzeeboot van het type 209/1400mod aan de Egyptische marine afgeleverd. Het contract werd in 2011 getekend en de eerste onderzeeboot werd geleverd in december 2016. De tweede volgde in 2017 en de derde in 2020. De onderzeeboten tellen 30 bemanningsleden en hebben onder water een waterverplaatsing van 1594 ton.
In maart 2021 kreeg de werf de opdracht voor de bouw van zes onderzeeboten met een waarde van € 4,5 miljard. Hiervan gaan er vier naar Noorwegen en de overige twee naar Duitsland. Ze worden in Kiel gebouwd en vanaf 2029 afgeleverd. In januari 2022 volgde een order voor nog drie onderzeeboten voor Israël. De Dakarklasse is een speciaal ontwerp voor de Israëlische marine en de order heeft een waarde van € 3 miljard. Het eerste exemplaar wordt omstreeks 2031 geleverd.
In juni 2021 werd de overname bekend gemaakt van een onderdeel van MV Werften. Dit Duitse scheepsbouwbedrijf is in financiële moeilijkheden geraakt en de curator heeft een overname door TKMS kunnen bewerkstelligen voor de vestiging in Wismar. TKMS kan deze capaciteit gebruiken voor de bouw van onderzeeboten en fregatten voor de Duitse marine. De overnamesom is niet bekend gemaakt.
In juni 2025 stemde de Raad van Commissarissen in met het plan om 49% van de aandelen van TKMS te verdelen onder de aandeelhouders van ThyssenKrupp, naar rato van hun belang in ThyssenKrupp. ThyssenKrupp zal na deze transactie nog altijd een aandelenbelang van 51% houden in TKMS. Op 8 augustus 2025 hebben de aandeelhouders ingestemd met het bestuursvoorstel, waarvij voor ieder 20 aandelen ThyssenKrupp de aandeelhouders één aandeel TKMS krijgen. Medio oktober 2025 wordt de transactie afgehandeld en worden de aandelen TKMS beursgenoteerd.